# Partito Democratico Serbo (Croazia)
Il Partito Democratico Serbo (Српска демократска cтранка - Srpska demokratska stranka, SDS) è stato un partito politico in Croazia e guidò la Repubblica Serba di Krajina, tra il 1990 e il 1995.

## Storia

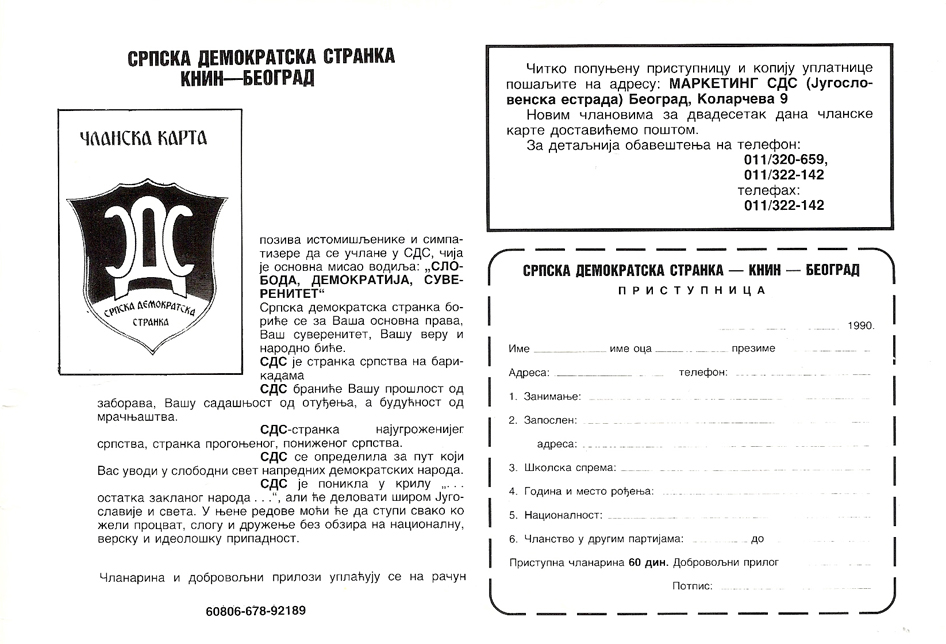
Manifesto del Partito Democratico Serbo

Il Partito Democratico Serbo è stato fondato nella Repubblica Socialista di Croazia il 17 febbraio 1990 dallo psichiatra Jovan Rašković.
Infatti mentre l'Unione Democratica Croata raccoglieva la destra croata, il partito di Rašković si presentava come "partito nazionale" dei Serbi di Croazia. Il partito si estese anche nella vicina Bosnia ed Erzegovina riuscendo anche qui a ottenere la quasi totalità dei voti dei Serbi.
Partecipò alle prime elezioni democratiche in Croazia nel mese di aprile e maggio 1990, ottenendo solo 5 seggi nel Parlamento croato in cui si piazzò all'opposizione del governo di Franjo Tuđman.
L'obiettivo principale di SDS era quello di proteggere la popolazione serba ed evitare che secondo la nuova Costituzione croata essi passassero da nazione costituente a minoranza nazionale. Il 6 luglio 1990, Milan Babić convocò i rappresentanti dei comuni serbi respingendo la nuova costituzione, opponendosi ai diktat del governo centralista di Zagabria e all'indipendenza della Croazia dalla Jugoslavia.
A causa delle discriminazioni e della retorica neofascista del regime di Franjo Tudjman SDS attirò a sé quasi tutti gli elettori serbi conquistando la quasi totalità delle amministrazioni locali in Krajina, Slavonia occidentale, Slavonia orientale, Sirmia occidentale e Baranja anche grazie all'esplicito supporto politico ed economico da parte del governo serbo di Slobodan Milošević che voleva evitare la secessione della Croazia attraverso i serbi.
Durante il 1990 la destra del partito capeggiata dallo stesso Babic assunse il controllo rifiutando la convivenza dei Serbi e dei Croati se la Croazia fosse diventata indipendente sotto Tudjman.
Nel luglio 1990, Babić e altri organizzarono a Srb un'assemblea promulgando una dichiarazione "sulla sovranità e l'autonomia della nazione serba" in Croazia e formando un Consiglio nazionale serbo. Il Consiglio decise di indire un (contro)-referendum di autonomia in risposta a quello croato di indipendenza dalla Jugoslavia. Il referendum serbo venne dichiarato illegale da Zagabria, mal'esito del voto fu che il 97,7% fu a favore della secessione dalla Croazia. Allo stesso tempo, Milan Martić cominciò a distribuire armi alla popolazione serba e a erigere barricate a Knin segnando l'inizio della Rivoluzione dei tronchi.
Nel dicembre 1990, venne formato il Distretto autonomo serbo della Krajina (SAO Krajina). Nell'aprile 1991, il partito ratificò la definitiva separazione della Krajina della Repubblica di Croazia, boicottando il referendum croato di indipendenza e organizzando un altro referendum con cui si sceglieva di rimanere in Jugoslavia. Il referendum serbo non venne riconosciuto da Tudjman, mentre quello croato fu rigettato dai serbi.
Così la guerra d'indipendenza croata, iniziata nel 1991 fu il culmine dell'odio etnico tra croati e serbi. Lo SDS successivamente governò l'auto-proclamata Repubblica Serba di Krajina che comprendeva circa il 30% della Croazia. Con l'aiuto dell'Armata Popolare Jugoslava e del governo serbo la RSK ottenne iniziali vittorie e stabilizzò il suo territorio nel gennaio del 1992.
Lo SDS però dovette affrontare difficoltà crescenti, tra bancarotta economica, tassi di disoccupazione elevati e numerosi rifugiati serbi provenienti dal resto della Croazia. L'arrivo delle forze internazionali di peacekeeping (UNPROFOR) e il successivo protettorato delle Nazioni Unite contribuirono notevolmente a un miglioramento, ma gli occasionali scontri con le Forze armate della Repubblica di Croazia indebolirono la RSK e ne ridussero il territorio.
L'annientamento della RSK e l'esodo dei serbi dalla Croazia nell'Operazione Tempesta nel 1995 cancellarono lo SDS dalla vita politica croata.
Nel 2005, i gruppi rimanenti di SDS in Serbia hanno creato il Governo della Repubblica Serba di Krajina in esilio a Belgrado.